# Colobostema arizonense
Colobostema arizonense är en tvåvingeart som beskrevs av Cook 1956. Colobostema arizonense ingår i släktet Colobostema och familjen dyngmyggor.
Artens utbredningsområde är Arizona. Inga underarter finns listade i Catalogue of Life.